# 7545 Smaklösa
7545 Smaklösa eller 1978 OB är en asteroid i huvudbältet som upptäcktes den 28 juli 1978 av den svenske astronomen Claes-Ingvar Lagerkvist vid Mount Stromlo-observatoriet i Australien. Den är uppkallad efter den svenska musikgruppen Smaklösa.
Asteroiden har en diameter på ungefär 4 kilometer.